# Teatro Victoria Eugenia
El Teatro Victoria Eugenia (en euskera Victoria Eugenia Antzokia) es un teatro situado en la ciudad de San Sebastián (España). Obra del arquitecto Francisco Urcola fue inaugurado en 1912.
Ha sido escenario de importantes estrenos de zarzuela y de todas las ediciones del Festival Internacional de Cine de San Sebastián hasta 1999, en las que el teatro fue escenario de acontecimientos como los estrenos mundiales de las películas Vértigo y North by Northwest de Alfred Hitchcock. 
Entre los años 2001 y 2007 se llevó a cabo el más profundo proceso de reforma del teatro.
A lo largo de su siglo de historia ha sido el epicentro de la vida cultural de la ciudad y se ha erigido en uno de los más activos e importantes teatros de España..

## Historia

### El proyecto
A comienzos del siglo XX, San Sebastián vivía una etapa de esplendor fruto de su creciente fama como ciudad balneario y como más importante destino turístico de la burguesía y la aristocracia españolas y uno de los más populares entre la aristocracia europea. 
Con el fin de reafirmar el carácter burgués y elegante de la ciudad, así como para impulsar su desarrollo en dicho sentido, en 1902 se creó la Sociedad Anónima de Fomento de San Sebastián, cuyo objetivo principal era la construcción de un teatro y de un hotel de lujo.
Se barajaron diversas ubicaciones para la construcción de ambos edificios. Una de las opciones que se valoraron fue su construcción frente a la Bahía de La Concha. Finalmente, se optó por el terreno que ocupaban los jardines de Oquendo, que fue cedido por el Ayuntamiento de San Sebastián con la condición de que el teatro pasara a ser propiedad municipal pasados 70 años.

### Construcción e inauguración
En 1909, de manera simultánea comenzaron a construirse el Hotel María Cristina y el Teatro Victoria Eugenia.
El hotel fue obra del arquitecto francés Charles Mewes, autor también de varios hoteles Ritz en distintas ciudades europeas, entre ellos el Ritz de Madrid, y la dirección del proyecto recayó en manos de Francisco Urcola, arquitecto, a su vez, del Teatro Victoria Eugenia. Urcola tuvo en cuenta la experiencia de los últimos teatros construidos en Viena y París.
En 1912 fueron inaugurados ambos edificios por la reina Victoria Eugenia consorte del rey Alfonso XIII siendo el teatro llamado así en su honor. 
El nombre del Hotel María Cristina por su parte, hace referencia a la reina María Cristina de Habsburgo que mantuvo una estrecha relación con la ciudad residiendo en ella numerosas temporadas.
El teatro se constituiría en un importante catalizador de la creación artística de la ciudad y situaría a San Sebastián dentro del circuito de los más importantes teatros del país.

## El edificio
El Teatro Victoria Eugenia, de estilo neorrenacentista español y neoplateresco y cuya entrada principal está situada en el Paseo de la República Argentina, ocupa una superficie total de 2.400 m². Mientras que un gran número de edificios del siglo XIX en San Sebastián son de clara influencia francesa, el exterior del edificio está inspirado en el palacio de Monterrey de Salamanca.
En la fachada principal hay cuatro bustos, correspondientes a Xavier María de Munibe e Idiáquez, conde de Peñaflorida, Arriaga, Eslava, Gayarre, Gaztambide y Santesteban. Las fachadas del edificio son de piedra arenisca, material típico de las construcciones de la época en la ciudad.

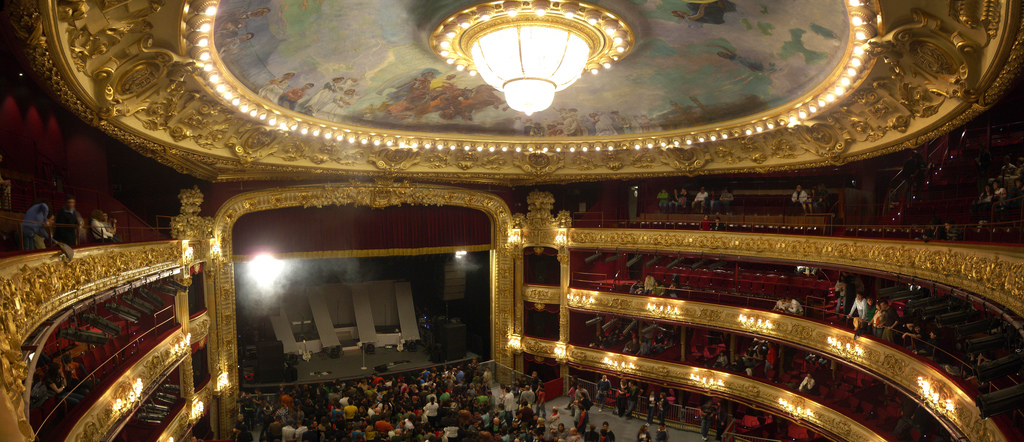
Interior del Teatro Victoria Eugenia, con la plataforma instalada sobre el patio de butacas.

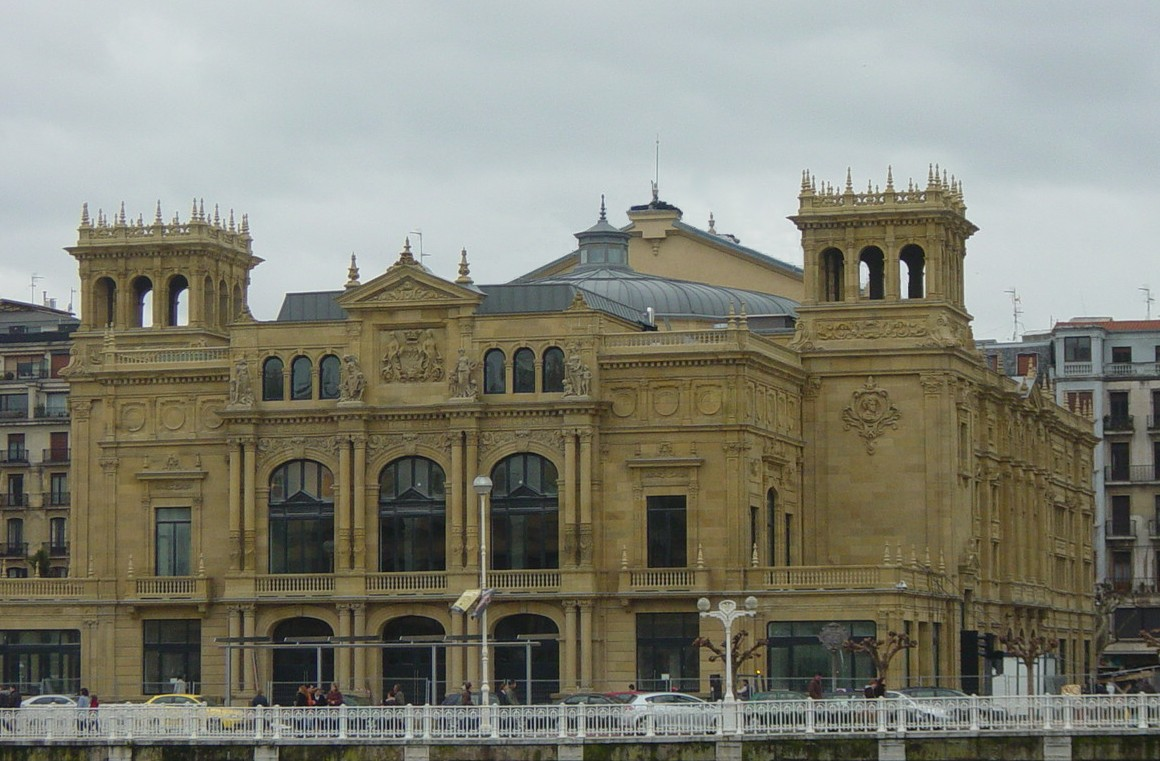
Teatro Victoria Eugenia.

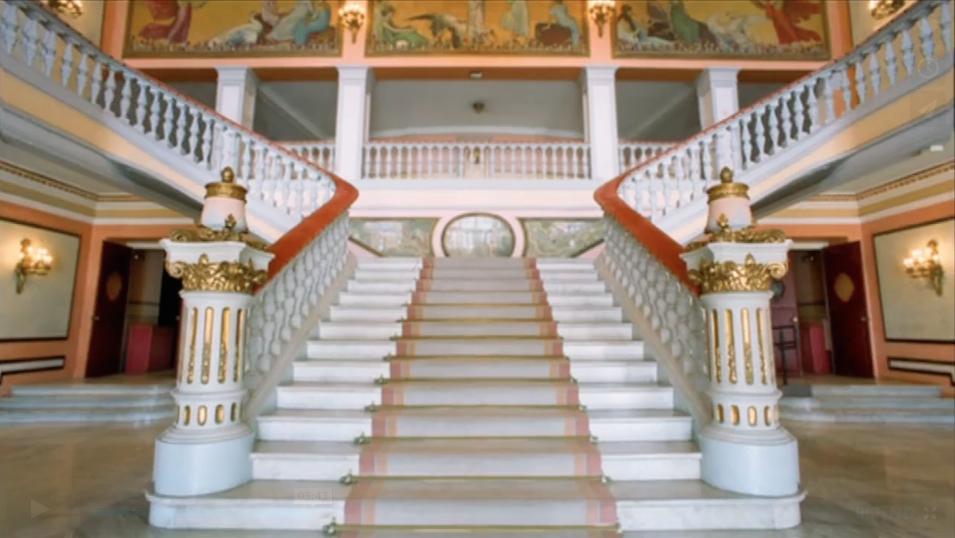
Escalinata de acceso a los palcos antes de la reforma acometida entre 2000 y 2007.

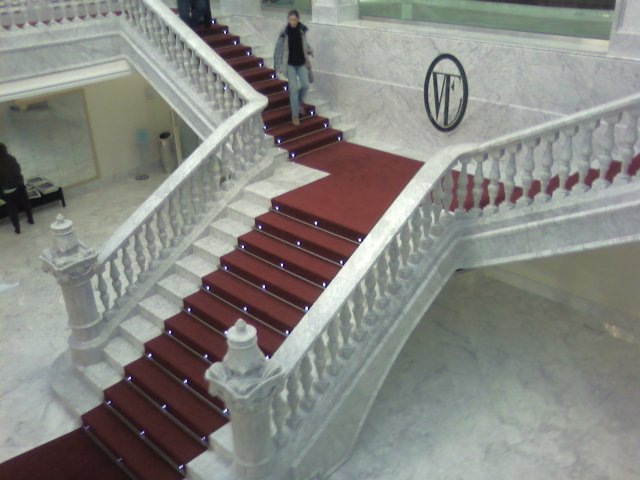
Escalinata de acceso a los palcos del teatro tras la reforma.

La sala principal está cubierta por una vistosa bóveda, decorada con frescos de Ignacio Ugarte, de temática costumbrista. La capacidad del teatro antes de las obras de reforma culminadas en 2007 era de unas 1250 localidades. Tras dichas obras, la capacidad se redujo a unas 900, debido a la instalación de butacas más amplias y a la eliminación de aquellas con peor visibilidad.
Las localidades de la sala principal están distribuidas entre el patio de butacas, la planta principal, reservada a los palcos (a los que se accede por medio de la escalinata situada justo a la entrada del teatro), plateas y anfiteatro.
Con las obras desarrolladas entre 2001 y 2007, financiadas a partes iguales por el Ayuntamiento de San Sebastián y el Ministerio de Cultura (la falta de financiación por parte de la Diputación Foral de Guipúzcoa y del Gobierno Vasco suscitó cierta polémica), el teatro sufrió, además de los cambios ya señalados en lo que al número de localidades se refiere, un importante proceso de remodelación y de obtención de nuevos espacios.
Como consecuencia de las obras, se crearon dos nuevas salas: la denominada 'Sala Club', creada bajo el patio de butacas gracias a la considerable profundidad desaprovechada que el antiguo patio encerraba, y una sala de danza y ballet en el tejado del edificio. Con las obras se ha ampliado y renovado de manera completa el sistema escénico, se han incorporado las últimas tecnologías en lo que a proyección y técnicas de sonido se refiere y se han abierto nuevas posibilidades de uso, como la conversión del patio de butacas en una superficie lisa que permita el uso del teatro como café-teatro.
El foso ha sido reformado, pasando a ser su uso más práctico y cómodo aunque de menor tamaño. Otras innovaciones son la incorporación de ascensores y la mejora de la accesibilidad.
Algunas de las reformas acometidas, sobre todo en la entrada del teatro y la escalinata central, han desvirtuado, en gran medida, la esencia original del teatro, sacrificándose parte de la identidad del teatro en favor de un tipo de recinto distinto del ideado por el arquitecto Urcola en el proyecto original. 
Tras las obras, el teatro ha pasado de tener una entrada de estilo de comienzos del siglo XX, con una abundante decoración y unos tonos rosas y dorados muy característicos, con una elegante escalinata, a presentar lo que algunos han calificado de 'exceso de mármol', eliminándose gran parte de los elementos ornamentales que caracterizaban la anterior entrada y dándole un color blanco en claro contraste con el viejo Victoria Eugenia.
En el teatro se encuentran las oficinas del Festival de Jazz de San Sebastián, de la Quincena Musical y del Festival Internacional de Cine de San Sebastián.

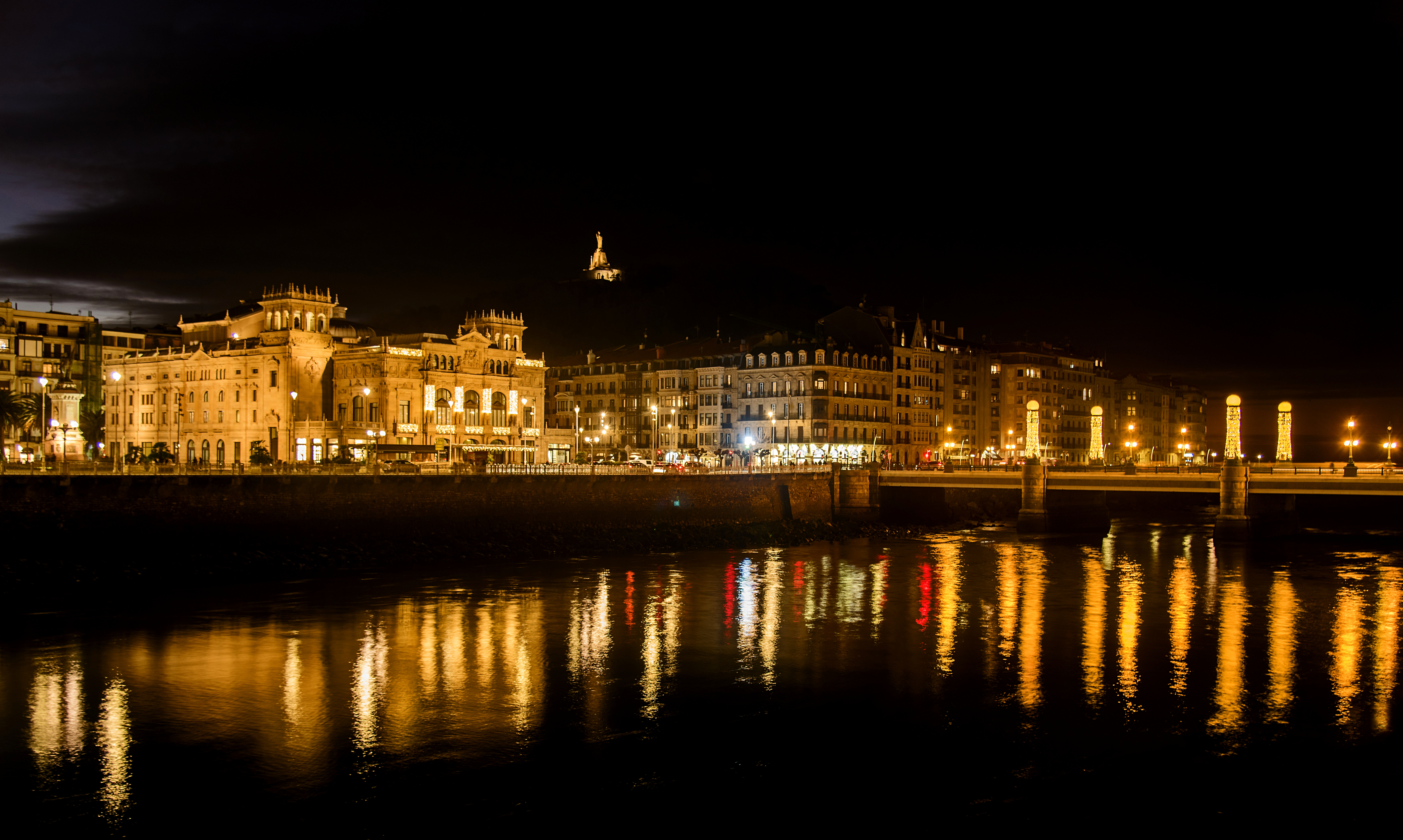
El teatro en una vista nocturna.